# ロング・トレイル!
『ロング・トレイル!』（原題: A Walk in the Woods）は、2015年にアメリカ合衆国で製作された冒険映画。ノンフィクション作家であるビル・ブライソンの紀行本『ビル・ブライソンの究極のアウトドア体験 北米アパラチア自然歩道を行く』を原作にしている。英語版WIkipediaでは当映画は「伝記／実話」映画とされているが、映画の人物設定やストーリーは、主人公の年齢が原作の40代から70代に改変されている等、原作と大きく異なる。
監督はケン・クワピス。出演はロバート・レッドフォード、ニック・ノルティ、エマ・トンプソン。

## ストーリー
人気紀行作家のビル・ブライソンが自身の故郷であるアメリカ合衆国へ帰ってきた。老齢になったことで半ば引退状態のビルは、妻キャサリンと共に穏やかだがどこか物足りない毎日を送っており、いつしか彼はアメリカを代表する長距離自然歩道「アパラチアン・トレイル」の踏破に挑戦したいという思いを募らせていた。そんなビルの挑戦を最初は危険だと反対していたキャサリンだったが、彼の熱意に押されて同行者を一人付けるならばと挑戦を許可する。早速ビルは一緒に過酷なロングトレイルに挑んでくれる同行者を探すが、そんな彼の前に現れたのは40年前に仲違いして以来音信不通だった親友スティーヴンだった。かくして二人の老人の小さな冒険が始まる。

## キャスト
※括弧内は日本語吹替
- ビル・ブライソン - ロバート・レッドフォード（堀勝之祐）
- スティーヴン・カッツ - ニック・ノルティ（樋浦勉）
- キャサリン・ブライソン - エマ・トンプソン（塩田朋子）
- メアリー・エレン - クリステン・シャール（英語版）（新谷真弓）
- REI・デイヴ - ニック・オファーマン
- ジェニー - メアリー・スティーンバージェン（高島雅羅）